# Gianvito Martino
Gianvito Martino (Bergamo, 9 de Agosto de 1962) é um neurocientista Italiano. 

## Biografia
Estudou medicina e neurologia na Universidade de Pavia e efectuou períodos de estudo e investigação junto do Karolinska Institutet de Estocolmo e na Universidade de Chicago.
Dirige o departamento de neurociência do Istituto Scientifico San Raffaele de Milão e é professor de biologia na Università Vita-Salute San Raffaele. É também professor honorário da Queen Mary University de Londres. 

## Publicações
Tem mais de cento e cinquenta artigos científicos publicados em revistas internacionais.
Para a editora San Raffaele coordenou juntamente com Edoardo Boncinelli:
• Il Cervello. La scatola delle meraviglie (O Cérebro. A caixa das maravilhas) (2008). 

### Outras publicações
• La medicina che rigenera. Non siamo nati per invecchiare (A medicina que regenera. Não nascemos para envelhecer) (2009)
• Identità e mutamento. La biologia in bilico (Identidade e mutamento. A biologia em balanço) (2010), vencedor da X edição do Prémio “Fermi” cidade de Cecina para a divulgação científica.